# Little Movements
Albums de Eberhard Weber
Fluid Rustle
(1978) Later that Evening
(1982)
Little Movements est un album du bassiste allemand Eberhard Weber, paru en 1980 sur le label Edition of Contemporary Music. C'est un disque en quartet avec Charlie Mariano au saxophone soprano, Rainer Brüninghaus aux claviers, Eberhard Weber à la contrebasse, et John Marshall à la batterie. Le disque est enregistré en juillet 1980 au Tonstudio Bauer, Ludwigsburg, par Martin Wieland.
C'est le troisième et dernier disque du quartet Colours de Weber, qui développe les idées initiées avec The Colours of Chloë

## Description

### Musiciens
- Charlie Mariano - saxophone soprano, flûtes
- Rainer Brüninghaus - piano, synthétiseurs
- Eberhard Weber - contrebasse
- John Marshall - batterie, percussions

### Titres
Toutes les compositions sont de Eberhard Weber.
| No | Titre                            | Durée |
| -- | -------------------------------- | ----- |
| 1. | The last stage of a long journey | 9:40  |
| 2. | Bali                             | 12:24 |
| 3. | A dark spell                     | 8:22  |
| 4. | Little Movements                 | 7:25  |
| 5. | 'No Trees?' He said              | 5:01  |